# 家庭教師神宮山美佳
『家庭教師神宮山美佳』（かていきょうし かみやまみか）は、江川達也による日本の漫画作品。『週刊現代』（講談社）にて2007年3月10日号から2008年2月2日号まで連載された。単行本は講談社から全3巻が刊行された。

## あらすじ
神宮山美佳は家庭教師。だが、彼女は家庭訪問をして子供に勉強を教える家庭教師ではなく、家庭の矯正を目的とする「家庭」教師だった。彼女のおかげで「家庭が円満になった」「仕事が成功した」と、感謝の声も多く、彼女を崇める者も大勢いる。
そんな彼女の教育を受け入れる条件はただ1つ。「私を家庭教師として受け入れるなら、私はあなたの家庭教師です」。

## 登場人物

### 主人公
神宮山 美佳（かみやま みか）
本作の主人公。家庭の矯正を目指す謎の家庭教師。年齢は、20歳前後。クールビューティーで、大学入試・大学院レベルの学問から、先端科学や芸術・宗教等の専門分野まで幅広く精通している。彼女のおかげで、家庭が円満になったり仕事に成功したりと、感謝の声が多い。前職はミストレスで「伝説の女王様」と言われ、家庭教師となった今でも生徒を「ブタ」と呼ぶ等、当時の名残が残っているが、月謝は自ら請求せず、自分を家庭教師として受け入れた者には、誰にでも教育を施す寛大さを持つ。使用車はメルセデス・ベンツ・SLRマクラーレン。

### 『後藤家の場合』編
後藤 俊男（ごとう としお）
早稲田大学を卒業後、出版社で一般週刊誌の主任を務めるサラリーマン編集者だが、無能で冴えない。42歳。妻・息子と3人暮らし。息子の為に神宮山を雇うが、自分や妻をも教育する事を知り、当初は彼女の教育方針に嫌悪・不信感を持っていたが、漫画雑誌編集部の編集長に出世・大成した事を機に、認める様になった。後に、神宮山の勧めで一夫多妻を取る。『代台家』編では、花子をサポートする。
後藤 加代子（ごとう かよこ）
俊夫の妻。38歳。料理嫌いで腕も悪く、容姿もパッとしない。嫉妬深い性格だったが、神宮山の指導によって、料理上手で妖艶な良妻賢母となり、一夫多妻を受け入れ、夫の愛人・さなえを第二夫人とする。『山本家』編では、山本のコーチとして、彼を指導している。
井口 さなえ（いぐち さなえ）
俊男と同じ編集部に勤める女性編集者で、派遣社員。25歳。当初は俊男の愛人だったが、加代子に第二夫人として受け入れられた事で後藤家の一員となった。第一夫人・加代子との仲も良い。『代台家』編では、芸能事務所『ハナ・プロダクション』社長兼マネージャーとなって実業家として働き、『山本家』編では、田中のコーチとなる。

### 『代台家の場合』編
代台 花子（だいだい はなこ）
実家が歯科医を営む代台家の次女。姉・高子から虐待を受け、両親からも存在を否定され、自信喪失していた。当初は醜く太っていたが、神宮山の指導でダイエットに成功、本来の自分と自信を取り戻す。20歳の誕生日を機に女優になる為、家を出た。さなえが芸能事務所・社長兼マネージャーとなり、俊男が編集長として側近して、大成功を収めた。
代台 高子（だいだい たかこ）
花子より1歳年上の姉。全てにおいて妹より優れていないと気が済まず、いつも花子を虐待していた。なかなか歯学部の大学に合格しない事から、神宮山を雇おうとしたが、彼女の教育方針に納得がいかず、結局拒否した。

### 『山本家の場合』編
山本 太郎（やまもと たろう）
法務局平成出張所不動産登記課に勤める国家公務員の男性。45歳。独身・童貞・彼女いない歴45年。「キモ醜い」と言われる容姿で、仕事もあまり出来ない事から、役所の職員からの評判も非常に悪く、脂肪と貯蓄を溜め込む日々を送っていた。ある日、役所にやって来た美穂に一目惚れ。ストーキングを行い、彼女のゴミを漁っていた所を神宮山と出会い、彼女の教育を受ける事になる。刺激に飢えていた事から、マゾヒズムな所がある。
大谷 美穂（おおたに みほ）
法律事務所の事務をしている女性。23歳。独身で恋人はおらず、1人暮らし。役所へ書類を取りに行った時に、山本と出会う。清楚可憐な容姿と心優しい性格から、山本や田中に心の中で「天使」と言われている。歴史が好き。
田中 均（たなか ひとし）
山本と同じ役所に勤める国家公務員の男性。32歳。美形で真面目な性格から、女性からの人気は高いが、実際は国民への貢献よりも自分の生活の安定を求めている。彼も美穂に一目惚れし、山本とライバル関係になるが、なかなか優位に立てずに悩んでいた時、山本の勧めで神宮山の教育を受け始めた。
市村 朋（いちむら とも）
田中と同じ課に勤める女性。23歳。かつて田中と交際していたが、自身がIT企業の社長を好きになった事を理由に別れる。以来、田中にとって苦手な人物となる。

### 『上田家の場合』編
上田 孝子（うえだ たかこ）
16歳の時、家族が結婚相手として選んだ義顕に一目惚れした。その後、5人の子供を授かり幸せな日々を送ったが、戦争によって夫と子供2人を失った。その後、年老いた事でボケて寝たきりになったが、神宮山の治療で完治した。以後、死ぬまで社会の為に働く事を決意する。
上田 義顕（うえだ よしあき）
陸軍大尉の男性で、孝子の結婚相手。年齢は、孝子より12歳年上。孝子と幸せな日々を送ったが、戦死。

## 書籍情報
- 江川達也『家庭教師神宮山美佳』講談社〈KCデラックス〉全3巻
  1. 2007年9月21日発売[1]、『週刊現代』2007年3月10日号 - 6月16日号掲載、ISBN 4-06-372355-0
  2. 2008年1月23日発売[2]、『週刊現代』2007年6月23日号 - 10月6日号掲載、ISBN 4-06-375437-5
  3. 2008年5月23日発売[3]、『週刊現代』2007年10月13日号 - 2008年2月2日号掲載、ISBN 4-06-375501-0